# Dicke Mädchen
Dicke Mädchen ist ein deutscher Independent- bzw. Berlin Mumblecore-Spielfilm von Regisseur Axel Ranisch. Er wurde mit geringem Budget und ohne Filmcrew gedreht, bei den Hofer Filmtagen 2011 uraufgeführt und beim Slamdance Film Festival 2012 unter anderem für seine „kühne Originalität“ ausgezeichnet. Nach zahlreichen internationalen Festivalteilnahmen war am 15. November 2012 der Kinostart in Deutschland.

## Handlung
Sven Ritter lebt mit seiner an Demenz erkrankten Mutter Edeltraut zusammen, teilt mit ihr das Leben, die Wohnung, sogar das Bett. Tagsüber arbeitet er in einer Bank. Während Svens Arbeitszeit kommt Daniel in die Wohnung und passt auf Edeltraut auf, geht mit ihr zum Friseur, spazieren, einkaufen und hält die Wohnung in Schuss. Doch eines Tages macht Edeltraut sich allein aus dem Staub. Die beiden Männer gehen auf die Suche nach ihr. Doch was sie finden, ist nicht nur Edeltraut, sondern eine zarte Zuneigung zueinander, die das Leben der beiden gehörig durcheinanderbringt.

## Hintergrund
Dicke Mädchen entstand von der Idee zum fertigen Film in nur drei Monaten. Gedreht wurde der Film auf Grundlage eines Treatments, das die Reihenfolge und den Inhalt aller Szenen festlegte. Dialoge und Szenen wurden dabei von den Hauptdarstellern Heiko Pinkowski, Peter Trabner und Ruth Bickelhaupt improvisiert. Um größtmöglichen spielerischen Freiraum zu schaffen und besondere Echtheit zu erzeugen, wurde bewusst auf ein Filmteam verzichtet und mit einer einfachen MiniDV-Kamera gedreht. Dicke Mädchen ist der erste Kinofilm der Produktionsfirma Sehr gute Filme, die im Frühjahr 2011 von Heiko Pinkowski, Dennis Pauls, Axel Ranisch und Anne Baeker gegründet wurde.

## Kritik
„Im vielleicht schönsten Beitrag des Langfilmwettbewerbs zum Beispiel lernen die beiden Hauptfiguren überhaupt erst, daß es für sie auch andere Lebensmöglichkeiten als die gewohnte geben kann – was noch lange nicht heißt, daß man sie deswegen ergreifen muß. Dicke Mädchen, ein No-Budget-Film, der 517 Euro und ein paar Zerquetschte gekostet haben soll, ist ein begeisterndes Stück filmischer Improvisation. […] Von Ruth Bickelhaupt, Heiko Pinkowski und Peter Trabner grandios gespielt, brennt Regisseur Axel Ranisch ein wunderbares Feuerwerk an krudem Charme, Witz und Erzähllust ab. Hier haben sich drei Kreative frei gemacht von der Konvention und vom Druck der Konfektion und haben einfach losgelegt. Das Ergebnis strahlt diese Befreiung aus und lebt auf spannende Weise von der Persönlichkeit seiner Macher.“ (Oliver Baumgarten, schnitt November 2011)
„Die Bilder sind unscharf und verzerrt, der Ton ist miserabel. Und doch hat Ranisch eine bewegende Tragikomödie gedreht, mit Digitalkamera und improvisierten Szenen, so dass „Dicke Mädchen“ wie ein Home-Movie aussieht – was der Film in gewisser Weise auch ist. […] eine Geschichte mit Stummfilmelementen und einem Schuss zartbitterer Sozialromantik im Stile Andreas Dresens.“ (Julian Hanich, Der Tagesspiegel)
„Um Familie geht es auch in dem Debütfilm von Axel Ranisch. ‚Dicke Mädchen‘ wurde mit einem sensationellen Budget von 517,32 Euro gedreht - und ist dennoch ganz großes Kino. Die Geschichte eines Sohnes, der mit seiner demenzkranken Mutter zusammenlebt und sich dann auch noch in deren Pfleger verliebt, gehörte zu den absoluten Highlights des Festivals. Ein wundervoll wilder und zugleich zärtlicher Film, voll von abwegigem Humor und magischen Momenten. Und lange wurde eine schwule Liebesgeschichte nicht mehr so unsexy und beiläufig erzählt wie diese. Das Premierenpublikum belohnte den fast komplett improvisierten Film mit tosendem und nicht enden wollendem Beifall. So einen Applaus hätte sie noch nie in Hof erlebt, kommentierte die Moderatorin die Situation. So einen Film wohl aber auch nicht.“ (Cornelis Hähnel, taz)

## Auszeichnungen
- Kinofest Lünen 2011: Preis für das beste Drehbuch

Jurybegründung: „Einen Drehbuchpreis zu vergeben, ist eine schwierige Sache – besonders, da wir ja als Jury das Drehbuch gar nicht gelesen haben und somit auch nicht kennen. Beurteilen können wir nur, was Regie und Postproduktion aus der schriftlichen Vorlage gemacht haben. Und genau deswegen ist es auch vollkommen egal, dass das Drehbuch unseres Preisträgers, wie wir erfahren haben, nur aus sechs losen Seiten bestand. Entscheidend ist für uns, was durch Improvisation aus diesem Handlungsgerüst geworden ist: eine Geschichte mit drei liebenswerten Figuren, deren dramatisches Auf und Ab mit seltener Leichtigkeit und vor allem Persönlichkeit erzählt wird. Wozu großes Eventkino, wenn es derart intensiv erzählte, bezaubernde Filme gibt wie Dicke Mädchen.“
- Kinofest Lünen 2011: Berndt Media Preis für den besten Filmtitel

Jurybegründung: „Der Titel unseres Preisträgerfilms verweist – gerade in Kombination mit seinem Plakat – in liebevoller Ironie auf seine beiden Helden. Was sie erleben, mag die Welt als solche nicht erschüttern. Ihre eigene Welt aber sehr wohl: Sie gerät aus den Fugen und vermag ihnen erst dadurch neue Horizonte aufzuzeigen. Der Film beschreibt einen Aufbruch ins Neue, einen Weg aus dem Alltag. Wie die beiden dorthin gelangen, wird mit großem Witz und liebevoller Hingabe erzählt.“
- Beim Slamdance Film Festival 2012 lief der Film unter dem Titel Heavy Girls und erhielt zwei Preise: den „Spirit of Slamdance Sparky Award“ für das Team, das am besten den kreativen, unabhängigen und unternehmerischen Geist des Festivals verkörpert und den „Special Jury Award for Bold Originality“ (Sonderpreis der Jury für kühne Originalität).[7][8]
- 6. Festival Mauvais Genre in Tours, 2012: Preis der Jury in der Sektion Langfilme.[9]
- Achtung Berlin – New Berlin Film Award 2012: Bester Spielfilm.
- Nominierung für den First Steps Award in der Kategorie abendfüllende Spielfilme.[10]
- Chicago Underground Film Festival 2012: Lobende Erwähnung in der Kategorie „Die nicht kategorisierbaren Besten“[11]
- Internationales Filmfestival Warschau 2012: Teilnahme im Wettbewerb des freien Geistes[12]
- Lesbisch Schwule Filmtage Hamburg 2012: Jurypreis[13]
- Deutscher Kurzfilmpreis 2012: Sonderpreis für Filme mit einer Laufzeit von mehr als 30 bis 78 Minuten[14]